# Heerlen (stacja kolejowa)
Heerlen (ned: Station Heerlen) – stacja kolejowa w Heerlen, w prowincji Limburgia, w Holandii. Została otwarta 1 stycznia 1896 roku na linii Sittard – Herzogenrath.
Stacja była ważna dla górnictwa, dopóki nie zamknięto kopalni. Od Heerlen, można dostać się do Akwizgranu i niektórych innych miejsc w Niemczech, w pobliżu granicy z Holandią. Pociągi Intercity łączą Heerlen z Eindhoven i lotniskiem Schiphol.
W grudniu 2012 rozpoczęto budowę nowej stacji w ramach projektu Maankwartier.

## Linie kolejowe
- Heuvellandlijn
- Sittard – Herzogenrath